# Arisaema maxwellii
Arisaema maxwellii är en kallaväxtart som beskrevs av Wilbert Leonard Anna Hetterscheid och Guy Gusman. Arisaema maxwellii ingår i släktet Arisaema och familjen kallaväxter. Inga underarter finns listade.